# Логан (Огайо)
Логан (англ. Logan) — місто (англ. city) в США, в окрузі Гокінг штату Огайо. Населення — 7296 осіб (2020).

## Географія
Логан розташований за координатами 39°32′18″ пн. ш. 82°24′23″ зх. д. / 39.53833° пн. ш. 82.40639° зх. д. (39.538372, -82.406406).  За даними Бюро перепису населення США в 2010 році місто мало площу 12,77 км², з яких 12,41 км² — суходіл та 0,36 км² — водойми.

## Демографія
Згідно з переписом 2010 року, у місті мешкали 7152 особи в 2982 домогосподарствах у складі 1831 родини. Густота населення становила 560 осіб/км².  Було 3374 помешкання (264/км²).
Расовий склад населення:
| - 97,5 % — білих - 0,8 % — чорних або афроамериканців - 0,3 % — корінних американців - 0,2 % — азіатів |

До двох чи більше рас належало 0,9 %. Частка іспаномовних становила 0,8 % від усіх жителів.
За віковим діапазоном населення розподілялося таким чином: 24,3 % — особи молодші 18 років, 58,2 % — особи у віці 18—64 років, 17,5 % — особи у віці 65 років та старші. Медіана віку мешканця становила 38,0 року. На 100 осіб жіночої статі у місті припадало 86,7 чоловіків;  на 100 жінок у віці від 18 років та старших — 82,0 чоловіків також старших 18 років.
Середній дохід на одне домашнє господарство  становив 42 934 долари США (медіана — 31 384), а середній дохід на одну сім'ю — 48 934 долари (медіана — 44 433). Медіана доходів становила 42 572 долари для чоловіків та 32 067 доларів для жінок. За межею бідності перебувало 26,6 % осіб, у тому числі 37,7 % дітей у віці до 18 років та 11,8 % осіб у віці 65 років та старших.
Цивільне працевлаштоване населення становило 2934 особи. Основні галузі зайнятості: освіта, охорона здоров'я та соціальна допомога — 24,7 %, роздрібна торгівля — 14,5 %, виробництво — 11,5 %, мистецтво, розваги та відпочинок — 11,3 %.